# Lüshi chunqiu
Das Buch Lüshi chunqiu (chinesisch 呂氏春秋 / 吕氏春秋, Pinyin Lüshi chūnqiū, W.-G. Lü-shih ch'un-ch'iu, englisch The Annals of Lü Buwei, deutsch Frühling und Herbst des Lü Buwei) entstand in China am Ende der Streitenden Reiche kurz vor Gründung des ersten chinesischen Kaiserreiches Qin. Als Autor oder Kompilator gilt Lü Buwei, der vorletzte Kanzler von Qin als Königreich. Die Konzeption für das Werk entstand um 265 v. Chr., begonnen wurde es 250 v. Chr. Die Aufzeichnungen waren laut Nachwort am 11. August 239 abgeschlossen. Das Gesamtwerk lag im Todesjahr Lü Buweis 235 v. Chr. noch nicht in seiner letztendlichen Fassung vor. 
Das Werk besteht aus 26 Büchern: den 12 „Ji/Aufzeichnungen“ mit 60 Kapiteln und einem Nachwort, den 8 „Lan/Betrachtungen“ mit 63 Kapiteln und den 6 „Lun/Abhandlungen“ mit 36 Kapiteln. 